# Aure Atika
Aure Atika (Estoril, 12 de julio de 1970) es una actriz y directora de cine nacida en Portugal y nacionalizada francesa.

## Biografía
Hija de la judía-marroquí Ode Atika Bitton y del francés Michel Fournier, también actores y directores de cine, Atika nació en Estoril y se crio en París. Como directora ganó el Premio al Mejor Cortometraje en Francés de 2004 en el Festival Internacional de Cine de Mujeres de Créteil por el corto À quoi ça sert de voter écolo? (¿Cuál es el punto del voto verde?) (2003) y fue nominada para el Premio César 2010 a la mejor actriz de reparto por Mademoiselle Chambon (2009). Atika tiene una hija, Angelica (febrero de 2002), con Philippe Zdar del grupo de música house Cassius.

## Filmografía

### Como actriz
| Año  | Título                                  | Rol                     | Notas          |
| ---- | --------------------------------------- | ----------------------- | -------------- |
| 1979 | The Adolescent                          | No acreditada           |                |
| 1992 | Sam suffit                              | Eva                     |                |
| 1995 | Toujours les filles souffriront d'amour |                         | Película corta |
| 1996 | Homo automobilis                        |                         | Película corta |
| 1997 | Ecchymose                               |                         | Película corta |
| 1997 | Just Do It                              |                         | Película corta |
| 1997 | La Vérité si je mens !                  |                         |                |
| 1997 | The Secret of Polichinelle              | Aure                    |                |
| 1997 | Long Live the Republic                  | Sabine                  |                |
| 1998 | (G)rève party                           | Julie                   |                |
| 1998 | Bimboland                               | Alex Baretto            |                |
| 1999 | Influence Peddling                      | Sandrine Anthen         |                |
| 1999 | Une vie de prince                       | Josée                   |                |
| 2000 | Highway Melody                          | Périnne                 |                |
| 2000 | Poetical Refugee                        | Nassera                 |                |
| 2001 | Would I Lie to You? 2                   | Karine                  |                |
| 2003 | Mister V.                               | Cécile                  |                |
| 2004 | Le quattro porte del deserto            | Dassine                 |                |
| 2004 | Turn Left at the End of the World       | Simone Toledano         |                |
| 2004 | Le convoyeur                            | Isabelle                |                |
| 2004 | 3 Dancing Slaves                        | Emilie                  |                |
| 2004 | Testament                               | Nora                    |                |
| 2005 | Bonbon au poivre                        | Mélanie                 |                |
| 2005 | The Beat That My Heart Skipped          | Aline                   |                |
| 2006 | OSS 117: Cairo, Nest of Spies           | Al Tarouk               |                |
| 2006 | Hey Good Looking !                      | Léa                     |                |
| 2007 | Ill Wind                                | Frédérique              |                |
| 2007 | La vie d'artiste                        | Manager de Hippopotamus |                |
| 2007 | Fear(s) of the Dark                     | Laura                   | Voz            |
| 2008 | 48 heures par jour                      | Marianne                |                |
| 2008 | Versailles                              | Nadine                  |                |
| 2008 | Crossfire                               | Marianne                |                |
| 2009 | Mademoiselle Chambon                    | Anne-Marie              |                |
| 2009 | Sticky Fingers                          | Maddy                   |                |
| 2010 | Copacabana                              | Lydie                   |                |
| 2011 | Skylab                                  |                         |                |
| 2013 | Nesma                                   | Claire Slimane          |                |
| 2015 | Dad in Training                         | Judith                  |                |
| 2017 | The Nature of Time                      |                         |                |
| 2017 | L'un dans l'autre                       | Aimée                   |                |

### Como directora
| Año  | Título                         | Rol                 | Notas          |
| ---- | ------------------------------ | ------------------- | -------------- |
| 2003 | À quoi ça sert de voter écolo? | Escritora/Directora | Película corta |
| 2007 | De l'amour                     | Directora           | Película corta |
| 2013 | On ne badine pas avec Rosette  | Directora           | Película corta |